# Elhurcolva
Az Elhurcolva (Abduction) 2011-ben bemutatott amerikai akció-thriller, amit John Singleton rendezett, a főszerepekben Taylor Lautner, Lily Collins, Sigourney Weaver, Maria Bello, Jason Isaacs, Michael Nyqvist és Alfred Molina látható.
A film egy kamasz tinédzserről szól, aki rájön, hogy az anyja és az apja, akik felnevelték, nem az igazi szülei, amikor rábukkan az „eltűnt személyek” honlapon az egyik saját kiskori képére.
A filmet a Lions Gate Entertainment adta ki 2011. szeptember 23-án. Észak-Amerikában DVD-n és Blu-rayen, 2012. január 17-én jelent meg, Magyarországon 2012. május 22-én adták ki.

## Cselekménye
Nathan Harper (Taylor Lautner) 18 éves tinédzser, Pittsburgh külvárosában él, Pennsylvániában a szüleivel Kevinnel (Jason Isaacs), és Marával (Maria Bello). Visszatérő rémálmoktól szenved, így eljár egy Dr. Geraldine "Geri" Bennett (Sigourney Weaver) nevű pszichiáterhez, hogy kezeljék a tüneteket.
Az iskolában Nathan együtt dolgozik Karen Murphyvel (Lily Collins) egy iskolai projekten eltűnt gyerekekkel kapcsolatban. Karen felfedez egy weboldalt, ami életkor-fejlődési technológiát használ, hogy meghatározza, hogyan fog kinézni egy gyerek idősebb korában. Nathan Steven Price egyik fényképét használja és meglátja, hogy milyen nagy a hasonlóság kettejük között. Aggódva hazamegy és átkutatja gyerekkori holmijait, majd megtalál egy régi inget, ami pont ugyanúgy néz ki, mint ami Steven fényképén van. Megpróbálja felvenni a kapcsolatot a weboldal szerkesztőjével, hogy még többet megtudhasson. Amíg a válaszra vár, még több furcsaságot fedez fel gyerekkorából, mint például azt, hogy róla is csak kevés fénykép készült. Amikor elkezdi faggatni erről Marát, ő végül nagy nehezen elárulja, hogy örökbe fogadták.
Amíg Nathan feldühödten visszatér a szobájába, két férfi FBI ügynöknek kiadva magukat, érkeznek a házhoz. Mara azonnal megtámadja őket, de az egyik férfi lelövi őt. Kevin, miután észreveszi, hogy mi történik a házban, leveri egyiküket, de őt is megölik, ahogy mondja Nathannek, hogy fusson. Nathan elrohan, de visszatér Karenért, akit a megmaradt ügynök elkapott. Nathan kiszabadítja őt, és követeli az ügynöktől, hogy mondja el, ki is ő valójában. Az ügynök beleegyezik, de azt mondja, hogy egy bomba van a sütőben. Miután meggyőződtek róla, Karen és Nathan megpróbálják elhagyni a házat, mivel már csak 8 másodperc maradt a robbanásig. A lökéshullám belelöki őket a medencébe, ami ezáltal megmenti az életüket a hatalmas robbanástól.
Nathan elviszi Karent a kórházba egy apró vágással, amíg megpróbálja felvenni a kapcsolatot a rendőrséggel. Ehelyett Frank Burton CIA ügynök (Alfred Molina) kerül a vonalba, aki elmondja neki, hogy veszélyben van, és hogy küld két embert, akik felveszik majd. Ahogy Nathan vár, Dr. Bennett megjelenik egy csomó lufival, és segít neki és Karennek elmenekülni, anélkül, hogy a biztonsági kamerák látnák őket. A kocsijában Dr. Bennett elmagyarázza, hogy Nathan biológiai édesapja, Martin (Dermot Mulroney) ellopott egy 25 korrupt CIA-ügynök nevét tartalmazó listát Nikola Kozlov szerb terroristától (Michael Nyqvist); Kozlov most azt tervezi, hogy elrabolja Nathant, hogy ezzel arra kényszerítse Martint, hogy adja vissza a listát. Nathan okkal lett örökbe fogadva, hogy így elrejtsék Kozlov elől, de kiderült a személyazonossága, amikor az eltűnt gyerekek weboldalát használta, amit cselként Kozlov hozott létre. Dr. Bennett ad egy címet Nathannek egy menedékházhoz, Arlington megyébe, Virginiába, és elmondja neki, hogy csak két másik emberben bízzon meg: az édesapjában,
Martinban, és egy Paul Rasmus nevű férfiban. Kozlov emberei követik őket, de Dr. Bennett eltereli őket egy másik irányba, hogy ezáltal Nathan és Karen elmenekülhessenek, miközben szétválnak. Eközben Burtont figyelmezteti a felettese, hogy minél hamarabb oldja meg a helyzetet; Burton közben rájön, hogy egy volt CIA-ügynök, Bennett is benne van a játékban.
Mindketten megérkeznek a menedékhez, újra találkoznak, és a házban találnak pénzt, egy fegyvert, egy fényképet Nathan biológiai édesanyjáról, Lorna Price-ról (Elisabeth Röhm), és egy mobiltelefont. Miután megtudják, hogy Lorna már meghalt, Nathan és Karen meglátogatják a sírját, és meglepődve veszik észre a friss virágokat. Karen beszél a temető vezetőjével, aki elmondja neki, hogy egy bizonyos Paul Rasmus küldte a virágokat, aki Nebraskában él. Mivel tudják, hogy a repülőtéren úgyis megállítanák őket, felülnek egy személyvonatra, hamis személyi igazolványokat használva, amiket a barátjuk, Gilly (Denzel Whitaker) készített nekik. Nem veszik észre, hogy Kozlov egyik embere is a vonaton van, és követi őket. Elrabolja Karent, amikor ételért megy, és amikor Nathan észreveszi, hogy Karen hiányzik, meg tudja védeni magát a támadásától. Nathan felülkerekedik közelharci technikákat használva, amiket még az örökbefogadó apjától tanult, és kilöki a vonatból, miután elveszi a mobilját. Nathan biztonságban találja Karent, de a vonat váratlanul megáll a CIA-nek köszönhetően. Gyalog menekülnek, de hamar körbeveszik őket Burton és ügynökei.
Burton rendel valami ételt kettejüknek egy kis étteremben és közben elmagyarázza a helyzetet, amíg a többi CIA-ügynök őrt áll. Burton elmagyarázza az adatokat, amiket Martin ellopott, és Nathan rájön, hogy a házban lévő telefon tartalmazza a listát; továbbá feltételezi, hogy Burton is rajta szerepel. Ahogy Burton megpróbálja kijátszani őket, Kozlov mesterlövészei megtámadják az ügynököket. A zűrzavarban Nathan és Karen elmenekülnek egy kocsival, mielőtt elkapnák őket. Miközben menekülnek, Kozlov emberének a mobilja megcsörren. Nathan Kozlovot találja a vonal másik végén, aki figyelmezteti őt, hogy megöli Karen szüleit, ha nem adja át az adatokat. Kozlov beleegyezik Nathan kérésébe, miszerint egy nyilvános eseményen, a Pittsburgh Pirates baseball meccsen történjen meg a tranzakció. A hívás alatt Nathan rájön, hogy a rémálmai amiatt vannak, hogy 3 évesen látta az édesanyját meghalni, mégpedig Kozlov kezei által.
Nathan együtt dolgozik Gilly-vel, hogy jegyeket szerezzenek, és hogy elrejtsenek egy fegyvert az egyik üléshez, azzal a szándékkal, hogy Nathan megöli Kozlovot. Ahogy belép a stadionba, Martin felhívja őt, és elriasztja onnan, de Nathan nem figyel rá. Eközben Kozlov megérkezik, és Karen, elrejtőzve, csinál róla egy fényképet, amit elküld Nathannek, hogy felismerje őt. Végül találkoznak, leülnek és elkezdik nézni a meccset. Kozlov elmondja, hogyan halt meg Nathan biológiai édesanyja. Kozlov megragadja a fegyvert, amíg Nathan össze van zavarodva, és követeli a listát. Nathan eliszkol, Kozlov üldözi őt, a CIA pedig észreveszi őket a tömegben. Nathannek sikerül elmenekülnie, majd Martin újra felhívja, és mondja neki, hogy vezesse Kozlovot a park déli oldalára. Kozlov utoléri Nathant, de mielőtt még megölhetné a fiút, Martin lelövi őt, egy mesterlövész puskát használva egy közeli parki építményből. Burton, a felettese, és a maradék ügynökei hamarosan megérkeznek, és átveszik a testet. Burton kéri a mobilt, megígérve, hogy odaadja a dekódolt eredményeket a felettesének; azonban Martin előzőleg figyelmeztette az ő felettesét Burton korrupciójáról, és ő maga elveszi a telefont, miközben Burtont őrizetbe veszik. Martin felhívja Nathant utoljára, és bocsánatot kér tőle, amiért nem volt az az édesapa, akinek lennie kellett volna, de továbbra is vigyázni fog rá. Bennett megérkezik Karennel, és elmondja, elintézte, hogy együtt lakjon valahol Karennel, amíg eldönti, hogy mit kezd az életével. Ahogy a film befejeződik, Nathan és Karen végre randiznak az üres parkban.

## Szereplők
| Színész          | Szerep                       | Magyar hang        |
| ---------------- | ---------------------------- | ------------------ |
| Taylor Lautner   | Nathan Harper / Steven Price | Gacsal Ádám        |
| Lily Collins     | Karen Murphy                 | Talmács Márta      |
| Alfred Molina    | Frank Burton                 | Háda János         |
| Jason Isaacs     | Kevin Harper                 | Haás Vander Péter  |
| Maria Bello      | Mara Harper                  | Bertalan Ágnes     |
| Sigourney Weaver | Dr. Geraldine "Geri" Bennett | Menszátor Magdolna |
| Michael Nyqvist  | Nikola Kozlov                | Epres Attila       |
| Dermot Mulroney  | Martin Price                 | Laklóth Aladár     |
| Elisabeth Röhm   | Lorna Price                  |                    |
| Antonique Smith  | Sandra Burns                 |                    |
| Denzel Whitaker  | Gilly                        | Előd Álmos         |
| Ilia Volok       | "Sweater", Kozlow embere     | Holl Nándor        |

## Számlista
- Train – To Be Loved
- Lenny Kravitz – Come On Get It
- Raphael Saadiq – Heart Attack
- Oh Land – Twist
- Hot Bodies in Motion – Under My Skin
- Black Stone Cherry – Blame It on the Boom Boom
- Blaqk Audio – The Witness
- Cobra Starship – #1Nite (One Night)
- Alexis Jordan – Good Girl
- Matthew Koma – Novocaine Lips
- Superstar Shyra – DJ Love Song
- Donora – The Chorus
- Andrew Allen – Loving You Tonight
- Edward Shearmur – Abduction Suite